# Antona García
Antona García, död 1476, var en spansk krigshjältinna.
Hon är känd för sin lojalitet mot Isabella I av Spanien under tronföljdskriget, då hon avrättades för att ha försökt hjälpa Isabellas trupper att inta hennes hemstad Toro.